# Тимчик Олександр Васильович
Олександр Васильович Тимчик (нар. 20 січня 1997, Крикливець, Крижопільський район, Вінницька область, Україна) — український футболіст, правий захисник київського «Динамо» та збірної України.

## Біографія

### Ранні роки
Народився 20 січня 1997 року в селі Крикливець (Крижопільський район, Вінницька область).
У 6 років почав займатися декількома видами спорту — легкою атлетикою, волейболом та футболом. У 10 років перед хлопцем постав вибір: легка атлетика або футбол і на той момент його запросили грати на область за футбольну команду «Поділля». Тимчик погодився і став виступати на позиції центрального нападника, оскільки мав непогану швидкість. Також пробував стояти на воротах, але пішов звідти при першій можливості. Після одного з турнірів у Скадовську Тимчику подзвонили з команди БРВ-ВІК (м. Володимир-Волинський), що грала в аматорському чемпіонаті України, і запросили хлопця на перегляд. Після зборів Тимчик залишився у волинській команді. Перший час він майже не грав у складі, перша позиція в БРВ — це правий нападник, але одного разу під час гри з «Карпатами» правий захисник команди захворів і вибув на місяць, тоді тренер Руслан Ростиславович Гань довірив Тимчику це місце в складі. Він зіграв на цій позиції і після цього проводив усі ігри в складі правого захисника.
В вересні 2013 року перейшов в «Динамо» (Київ) і підписав свій перший професійний контракт. У чемпіонаті юнацьких команд U-19 дебютував 9 квітня 2014 року у матчі проти однолітків із запорізького «Металурга» (2:1), а у чемпіонаті молодіжних команд U-21 вперше зіграв 18 жовтня 2014 року у виїзному матчі проти «Говерли» (2:2). З «динамівцями» у сезоні 2015/16 виграв чемпіонати України у обох цих вікових категоріях.
26 жовтня 2016 року Тимчик дебютував за першу команду «Динамо» в матчі 1/8 фіналу Кубка України проти луганської «Зорі», відігравши увесь матч, але «привіз» пенальті у свої ворота, збивши Денніса Бонавентуре, який реалізував Рафаел Форстер. В підсумку це не завадило киянам перемогти 5:2 та пройти в наступний раунд, а головний тренер «синьо-білих» Сергій Ребров після гри похвалив дебютанта.
У липні 2017 року на правах оренди перейшов у кам'янську «Сталь». Дебютував за команду 22 липня 2017 року в матчі другого туру Прем'єр-ліги проти «Чорноморця» (1:0), вийшовши у стартовому складі і відіграв усі 90 хвилин. У грудні 2017 року Тимчик розірвав угоду зі «Сталлю» і перейшов на правах оренди до луганської «Зорі».

### Збірна
Із 2013 року виступав за юнацькі, а з 2016 — за молодіжні збірні України різних вікових категорій.
3 вересня 2020 року дебютував у складі національної збірної України в матчі Ліги націй УЄФА проти команди Швейцарії. На 14-й хвилині поєдинку став автором гольової передачі на Андрія Ярмоленка.

## Статистика виступів

### Клубна статистика
Станом на 24 травня 2025 року
| Сезон             | Команда           | Чемпіонат         | Чемпіонат | Чемпіонат | Кубок | Кубок | Кубок | Єврокубки | Єврокубки | Єврокубки | Інші кубки | Інші кубки | Інші кубки | Всього | Всього |
| Сезон             | Команда           | Змаг.             | Матчі     | Голи      | Змаг. | Матчі | Голи  | Змаг.     | Матчі     | Голи      | Змаг.      | Матчі      | Голи       | Матчі  | Голи   |
| ----------------- | ----------------- | ----------------- | --------- | --------- | ----- | ----- | ----- | --------- | --------- | --------- | ---------- | ---------- | ---------- | ------ | ------ |
| 2017–18           | «Сталь»           | ПЛ                | 15        | 0         | КУ    | 2     | 0     | -         | -         | -         | -          | -          | -          | 17     | 0      |
| Усього за «Сталь» | Усього за «Сталь» | Усього за «Сталь» | 15        | 0         |       | 2     | 0     |           | -         | -         |            | -          | -          | 17     | 0      |
| 2017–18           | «Зоря»            | ПЛ                | 8         | 1         | КУ    | 0     | 0     | -         | -         | -         | -          | -          | -          | 8      | 1      |
| 2018–19           | «Зоря»            | ПЛ                | 21        | 1         | КУ    | 3     | 0     | ЛЄ        | 4         | 0         | -          | -          | -          | 28     | 1      |
| 2019–20           | «Зоря»            | ПЛ                | 30        | 0         | КУ    | 1     | 0     | ЛЄ        | 6         | 0         | -          | -          | -          | 37     | 0      |
| Усього за «Зорю»  | Усього за «Зорю»  | Усього за «Зорю»  | 59        | 2         |       | 4     | 0     |           | 10        | 0         |            | -          | -          | 73     | 2      |
| 2016–17           | «Динамо»          | ПЛ                | 2         | 0         | КУ    | 1     | 0     | -         | -         | -         | -          | -          | -          | 3      | 0      |
| 2020–21           | «Динамо»          | ПЛ                | 4         | 0         | КУ    | 2     | 0     | ЛЧ        | 0         | 0         | СКУ        | 1          | 0          | 7      | 0      |
| 2021–22           | «Динамо»          | ПЛ                | 12        | 1         | КУ    | 1     | 0     | ЛЧ        | 4         | 0         | СКУ        | 0          | 0          | 17     | 1      |
| 2022–23           | «Динамо»          | ПЛ                | 19        | 1         |       | -     | -     | ЛЧ+ЛЄ     | 1+3       | 0         |            | -          | -          | 23     | 1      |
| 2023–24           | «Динамо»          | ПЛ                | 23        | 2         | КУ    | 0     | 0     | ЛК        | 4         | 0         |            | -          | -          | 27     | 2      |
| 2024–25           | «Динамо»          | УПЛ               | 20        | 0         | КУ    | 2     | 0     | ЛЧ+ЛЄ     | 2+5       | 0         | —          | —          | —          | 29     | 0      |
| Всього в «Динамо» | Всього в «Динамо» | Всього в «Динамо» | 80        | 4         |       | 6     | 0     |           | 19        | 0         |            | 1          | 0          | 106    | 4      |
| Всього за кар'єру | Всього за кар'єру | Всього за кар'єру | 154       | 6         |       | 12    | 0     |           | 29        | 0         |            | 1          | 0          | 196    | 6      |

### Матчі за збірну
Станом на 10 червня 2025
| Дата       | Місто       | Господарі            | Результат | Гості                | Турнір                                    | Голи | Примітки |
| ---------- | ----------- | -------------------- | --------- | -------------------- | ----------------------------------------- | ---- | -------- |
| 03-09-2020 | Львів       | Україна              | 2 – 1     | Швейцарія            | Ліга націй УЄФА 2020—2021 - груповий етап | -    |          |
| 06-09-2020 | Мадрид      | Іспанія              | 4 – 0     | Україна              | Ліга націй УЄФА 2020—2021 - груповий етап | -    |          |
| 31-03-2021 | Київ        | Україна              | 1 – 1     | Казахстан            | Відбір до ЧС 2022                         | -    | 87'      |
| 23-05-2021 | Харків      | Україна              | 1 – 1     | Бахрейн              | товариський матч                          | -    | 78'      |
| 04-09-2021 | Київ        | Україна              | 1 – 1     | Франція              | Відбір до ЧС 2022                         | -    |          |
| 08-09-2021 | Пльзень     | Чехія                | 1 – 1     | Україна              | товариський матч                          | -    |          |
| 09-10-2021 | Гельсінкі   | Фінляндія            | 1 – 2     | Україна              | Відбір до ЧС 2022                         | -    |          |
| 12-10-2021 | Львів       | Україна              | 1 – 1     | Боснія і Герцеговина | Відбір до ЧС 2022                         | -    |          |
| 11-11-2021 | Одеса       | Україна              | 1 – 1     | Болгарія             | товариський матч                          | -    |          |
| 16-11-2021 | Зениця      | Боснія і Герцеговина | 0 – 2     | Україна              | Відбір до ЧС 2022                         | -    |          |
| 24-09-2022 | Єреван      | Вірменія             | 0 – 5     | Україна              | Ліга націй УЄФА 2022—2023 - груповий етап | 1    |          |
| 27-09-2022 | Краків      | Україна              | 0 – 0     | Шотландія            | Ліга націй УЄФА 2022—2023 - груповий етап | -    |          |
| 12-06-2023 | Бремен      | Німеччина            | 3 – 3     | Україна              | товариський матч                          | -    |          |
| 16-06-2023 | Скоп'є      | Північна Македонія   | 2 – 3     | Україна              | Відбір до ЧЄ 2024                         | -    | 46'      |
| 20-11-2023 | Леверкузен  | Україна              | 0 – 0     | Італія               | Відбір до ЧЄ 2024                         | -    | 86'      |
| 03-06-2024 | Нюрнберг    | Німеччина            | 0 – 0     | Україна              | товариський матч                          | -    | 80'      |
| 07-06-2024 | Варшава     | Польща               | 3 – 1     | Україна              | товариський матч                          | -    | 49'      |
| 17-06-2024 | Мюнхен      | Румунія              | 3 – 0     | Україна              | ЧЄ 2024 - груповий етап                   | -    | 72'      |
| 21-06-2024 | Дюссельдорф | Словаччина           | 1 – 2     | Україна              | ЧЄ 2024 - груповий етап                   | -    |          |
| 26-06-2024 | Штутгарт    | Україна              | 0 – 0     | Бельгія              | ЧЄ 2024 - груповий етап                   | -    |          |
| 10-09-2024 | Прага       | Чехія                | 3 – 2     | Україна              | Ліга націй УЄФА 2024—2025 - груповий етап | -    |          |
| 14-10-2024 | Вроцлав     | Україна              | 1 – 1     | Чехія                | Ліга націй УЄФА 2024—2025 - груповий етап | -    | 80'      |
| 07-06-2025 | Торонто     | Канада               | 4 – 2     | Україна              | товариський матч                          | -    |          |
| 10-06-2025 | Торонто     | Нова Зеландія        | 1 – 2     | Україна              | товариський матч                          | -    | 89'      |
| Усього     |             | Матчів               | 24        |                      | Голів                                     | 1    |          |

## Досягнення
- Чемпіон України (2): 2020/21, 2024/25
- Володар Кубка України (1): 2020/21
- Володар Суперкубка України (1): 2020
- Переможець першості України (U-19): 2015/16
- Переможець першості України (U-21): 2015/16

## Особисте життя
Брат, Юрій Дятлюк. Грав у чемпіонаті Вінницької області за аматорську команду «Кряж-Агро». Також був гравцем вінницького мініфутбольного клубу «Хімік». Загинув на війні проти Росії 3 серпня 2023 року у віці 34 роки. Під час виконання бойового завдання потрапив під артилерійський обстріл поблизу Мар'їнки Донецької області. Він служив старшим сапером інженерно-саперного взводу аеромобільного батальйону 95 ОДШБР. У нього залишилось двоє дітей — 11-річний син та 4-річна донька.